# جيمي باتن
جيمي باتن (بالإنجليزية: Jimmy Batten)‏ مواليد 7 نوفمبر 1955 في لندن، إنجلترا، هو ملاكم محترف بريطاني سابق صنّف ضمن فئة وزن خفيف المتوسط بدأ مسيرته الاحترافية سنة 1974.

## إحصائيات
خاض خلال مسيرته 49 نزالا، فاز في 40 ولم يتعادل وخسر في 9. فاز بالضربة القاضية في 21 نزالا.

## روابط خارجية
- جيمي باتن على موقع IMDb (الإنجليزية)
- جيمي باتن على موقع بوكس ريك (الإنجليزية) (registration required)